# Sangrur
Sangrur är en stad i den indiska delstaten Punjab, och är huvudort för ett distrikt med samma namn. Folkmängden uppgick till 88 043 invånare vid folkräkningen 2011.